# Muro Kyūsō
Muro Kyūsō (室鳩巣) ou Muro Naokiyo ((直清)) (30 mars 1658 - 9 septembre 1734), est un lettré néoconfucéen et fonctionnaire du shogunat Tokugawa durant le règne de Tokugawa Yoshimune. Muro est responsable de la réintroduction de la pensée orthodoxe néo-confucianiste dans le gouvernement et la société quand il essaye d'inverser le développement des vues peu orthodoxes de plus en plus populaire au cours de cette période. Il est également l'auteur d'œuvres néo-confucianistes, tels que le Shundai Zatsuwa, même si une grande partie de son travail ne sera connu à titre posthume.

## Éléments biographiques
Muro naît à Yanaka, province de Musashi (actuelle Tokyo) et très jeune s'adonne à la lecture et à l'étude. À l'âge de 15 ans il se rend au domaine de Kaga où il est en mesure de sa faire employer par le daimyo de la région. Le gîte où il réside reçoit le nom de « Nid de pigeon », ce qui le fait adopter le nom « Kyūsō », nom qu'il gardera jusqu'à la fin de sa vie. 
De 1711 jusqu'à son dernier jour, Muro est un membre dévoué du gouvernement Tokugawa et est élevé au rang le plus haut que le gouvernement attribue aux érudits à l'époque. En tant que strict dévot de l'orthodoxie néoconfucianiste, son autorité l'aide à lutter contre les critiques de la doctrine.
Mort le 9 septembre 1734, Muro est enterré à Edo à sa demande.